# Chaplin's World
Chaplin's World est un musée créé à la mémoire et à l’œuvre de Charlie Chaplin et établi en Suisse, à Corsier-sur-Vevey dans le manoir de Ban dans lequel l'acteur vécut avec sa famille de 1952 jusqu'à sa mort en 1977. Ce musée a été créé par Philippe Meylan, architecte et entrepreneur suisse et Yves Durand, muséographe québécois, en partenariat avec le Musée Grévin et a officiellement ouvert ses portes le 16 avril 2016.

## Historique

### Résidence familiale des Chaplin
En 1952, alors que les États-Unis étaient en proie au Maccarthysme, Charlie Chaplin fut expulsé du pays. Lui et sa famille décidèrent alors de visiter la Suisse, sur les conseils de Sydney Chaplin, à la recherche d'une nouvelle adresse. Le cinéaste tomba sous le charme du Manoir de Ban lors d'une promenade le 7 décembre 1952 et en fit l'acquisition le 31 décembre 1952 pour la somme de 100 000 $. La famille Chaplin emménagea le 3 janvier 1953. Oona Chaplin était alors enceinte de leur cinquième enfant (le couple en aura huit au total).
C'est ici que le cinéaste vécut ses « années bonheur » auprès de sa femme et leurs enfants, reçut la visite de nombreux amis (Truman Capote, Albert Einstein…), écrivit de nombreux scénarios de films (dont Un roi à New York, La Comtesse de Hong-Kong ou encore The Freak), retravailla au piano certaines musiques de ses films et écrivit son autobiographie, Histoire de ma vie, publiée en 1964. Il résida dans ce manoir durant 25 ans jusqu'à sa mort en 1977 et sa famille continua d'y résider jusqu'en 2008.

### Inauguration du musée
Le musée ouvrit officiellement ses portes le 17 avril 2016, lendemain du 127e anniversaire de la date de naissance de Charlie Chaplin. Cette inauguration rassembla plus de 140 journalistes du monde entier, des notables de la région, les créateurs du projet (Philippe Meylan, Yves Durand et les dirigeants de la Compagnie des Alpes et de Grévin International), les conseillers d'état vaudois, Philippe Leuba et Anne-Catherine Lyon, ainsi que les enfants du cinéaste qui ont chacun exprimé leur enthousiasme et leur satisfaction face au résultat final de ces quinze années de travail rendant hommage à la vie et l’œuvre de leur père.

## Visite
Chaplin's world contient trois parcours se voulant immersifs et interactifs sur l'univers de Charlie Chaplin et de son personnage Charlot, le vagabond.
Ils proposent divers espaces d'immersion, des animations interactives, des zones multimédias sur les films de Charlie Chaplin ainsi qu'une exposition de ses objets personnels et accessoires cinématographiques (dont ses tables de montage). Des expositions temporaires sont aussi organisées.

### Manoir
Le Manoir reconstitue la vie intime de Charlie Chaplin et de sa famille à travers diverses pièces ; au rez-de-chaussée, le vestibule, le salon, le bureau et sa bibliothèque, la salle à manger et, à l'étage, plusieurs pièces mises en scène en souvenir de Chaplin (photographies des visiteurs célèbres avec des statues de cire de Charlie Chaplin, de sa femme, Oona ou encore des célébrités ayant côtoyé le cinéaste tels que : Albert Einstein, Winston Churchill, etc..
Le second étage n'est pas accessible au public car toujours réservé à sa famille.

### Studio hollywoodien
Le Studio hollywoodien abrite les décors reconstitués à partir de ses plus célèbres films (Le Kid, Le Dictateur, Les Temps modernes, Le Cirque, La Ruée vers l'or…) mis en scène par la société Grévin et scénographié par l'agence muséographique Confino.
Il est possible de sonoriser un extrait de film muet grâce à un « photoplayer », se placer derrière la caméra, se mettre en scène dans les décors reconstitués des films ou encore poser avec les statues de cire de Charlot, Chaplin, ayant joué dans les films du cinéaste ou qui se sont inspirés de son œuvre tels que : Paulette Goddard, Sophia Loren, Roberto Benigni, Michael Jackson, Federico Fellini….
Sont également exposés quelques accessoires et costumes porté par Charlie Chaplin dans ses films : son chapeau melon, sa canne, ses pantalons déchirés et ses grandes chaussures rapiécées mais aussi quelques-uns de ses effets personnels comme : son certificat d'anoblissement signé par la reine Élisabeth II en 1975 ou encore, son Oscar obtenu en 1973 pour Les Feux de la rampe.

### Parc
Un chemin permet de circuler entre les bosquets et arbres remarquables du parc entourant la dernière résidence de Charlie Chaplin, permettant d'admirer le cadre, avec vue sur le Léman et les massifs environnant, qui accompagna ses dernières années

## Finances
Devant faire face à des difficultés structurelles puis à une baisse de visiteurs et de recettes due à la pandémie de coronavirus, le musée n'est plus en mesure de payer les traites du prêt de 10 millions accordé par le canton de Vaud depuis 2019.